# Philippe Boisse
Philippe Boisse (n. 18 martie 1955, Neuilly-sur-Seine, Seine, Franța) este un scrimer francez, medaliat olimpic. A participat la 3 ediții ale Jocurilor Olimpice (1976, 1980, 1984) în care a câștigat o medalie de aur.